# Paul Janes
Paul Janes (11. března 1912, Leverkusen – 12. června 1987, Düsseldorf) byl německý fotbalista. Reprezentoval Německo v letech 1932–1942 v 71 zápasech. Byl účastníkem MS 1934 a MS 1938.